# Acetobacterium
Genre
Acetobacterium est un genre de bactéries anaérobies à gram positif de la famille des Eubacteriaceae.

## Description
Tiges courtes de forme ovale mesurant 1,0 × 2,0 µm. Les cellules se présentent fréquemment par paires. Gram positif. Très mobile grâce à un ou deux flagelles subterminaux. Les endospores sont absentes.

## Traitement des eaux usées
Une étude publiée en 2024, met en lumière la capacité des espèces du genre Acetobacterium, notamment Acetobacterium bakii, à pouvoir être utilisées dans les systèmes de traitement des eaux usées pour retirer les PFAS qui sont des polluants dits éternels.

## Liste des espèces
Selon LPSN (21 juillet 2024) :
- Acetobacterium bakii Kotsyurbenko et al. 1997
- Acetobacterium carbinolicum Eichler & Schink 1985
- Acetobacterium fimetarium Kotsyurbenko et al. 1997
- Acetobacterium malicum Tanaka & Pfennig 1990
- Acetobacterium paludosum Kotsyurbenko et al. 1997
- Acetobacterium tundrae Simankova et al. 2001
- Acetobacterium wieringae Braun & Gottschalk 1983
- Acetobacterium woodii Balch et al. 1977

## Systématique
Le nom correct complet (avec auteur) de ce taxon est Acetobacterium Balch et al., 1977,.
Son espèce type est Acetobacterium woodii, décrite en 1977 par William Edward Balch (d), Siegfried Schoberth (d), Ralph S. Tanner (d) et Ralph Stoner Wolfe (d).

### Étymologie
Le nom générique, Acetobacterium, fait référence à la capacité de ces bactéries à réaliser l'acétogenèse c'est-à-dire la biosynthèse en acétate.

### Publication originale
- (en) William E. Balch, S. Schoberth, Ralph S. Tanner et R. S. Wolfe, « Acetobacterium, a New Genus of Hydrogen-Oxidizing, Carbon Dioxide-Reducing, Anaerobic Bacteria », International Journal of Systematic Bacteriology, vol. 27, no 4,‎ 1er octobre 1977, p. 355–361 (ISSN 0020-7713, 1465-2102 et 1070-6259, DOI 10.1099/00207713-27-4-355, lire en ligne).